# 木下賢志
木下 賢志（きのした けんし、1959年1月13日 - ）は、日本の厚生労働官僚。厚生労働省年金局長、内閣官房まち・ひと・しごと創生本部事務局地方創生総括官を経て、日本製薬工業協会理事長。

## 人物・経歴
千葉県出身。市川高等学校を経て、1983年一橋大学経済学部卒業、厚生省入省。1993年島根県健康福祉部高齢者福祉課長。1996年行政改革委員会事務局上席調査員。1999年厚生省大臣官房政策課企画官兼国立病院・療養所組織再編推進室長。2001年厚生労働省大臣官房総務課企画官。2008年厚生労働省年金局経済課長。2011年厚生労働省保険局総務課長。
2012年内閣府大臣官房審議官（経済財政運営担当）兼企業再生支援機構担当室次長兼高度人材受入担当室次長。2014年厚生労働省大臣官房審議官（雇用均等・児童家庭・少子化対策担当）兼内閣官房まち・ひと・しごと創生本部事務局次長。
2015年からは内閣官房内閣審議官と兼務して新設の一億総活躍推進室室長代理補となり、常駐職員のトップとして室長の杉田和博内閣官房副長官の下で一億総活躍国民会議事務局の実質的責任者を務めた。2016年内閣官房社会保障改革担当室長兼1億総活躍推進室室長代理。
2017年厚生労働省年金局長。2019年内閣官房内閣審議官（内閣官房副長官補付）兼まち・ひと・しごと創生本部事務局地方創生総括官、社会保障改革担当室長。2020年7月20日退職。2021年みずほ銀行公共法人部顧問。2023年日本製薬工業協会理事長。